# Териса (Њујорк)
Териса (енгл. Theresa) град је у америчкој савезној држави Њујорк.

## Демографија
По попису из 2010. године број становника је 863, што је 51 (6,3%) становника више него 2000. године.
| Група             | 2000.       | 2010.       |
| Белци             | 772 (95,1%) | 800 (92,7%) |
| Афроамериканци    | 19 (2,3%)   | 16 (1,9%)   |
| Азијати           | 5 (0,6%)    | 4 (0,5%)    |
| Хиспаноамериканци | 7 (0,9%)    | 15 (1,7%)   |
| Укупно            | 812         | 863         |